# Vivaldi (webbläsare)
Vivaldi är en gratis webbläsare baserad på Chromium utvecklad av företaget Vivaldi Technologies, grundat av Jon Stephenson von Tetzchner, tidigare VD på Opera Software ASA. Webbläsaren riktar sig till så kallade power users (expertanvändare); fylld med funktioner. En av målgrupperna för webbläsaren är tidigare Opera-användare, eftersom många funktioner gick förlorade när version 15 av Opera gavs ut, då ombyggd från grunden. Vid det skedet hoppade flera Opera-anställda av och började jobba på Vivaldi Technologies istället.